# Universidad del Rey Abdulaziz

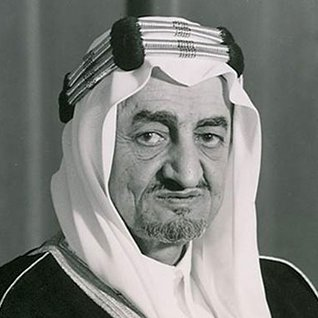
El rey Faisal de Arabia Saudita desempeñó un papel importante en el éxito de la Universidad del Rey Abdulaziz.

La Universidad del Rey Abdulaziz (KAU) (en árabe: جامعة الملك عبد العزيز‎) es una universidad pública en Yeda, Arabia Saudita. Fue establecida en 1967 como una universidad privada, por un grupo de hombres de negocios liderados por Muhammad Abu Bakr Bakhashab y que incluía al escritor Hamza Bogary. En 1974, la Universidad del Rey Abdulaziz fue convertida en una universidad pública por decisión del Consejo de Ministros de Arabia Saudita bajo las órdenes del entonces Rey Faisal. En 2016, fue clasificada como la universidad árabe número uno por Times Higher Education. La Universidad del Rey Abdulaziz ha sido clasificada entre las 200 mejores universidades del mundo por cuatro grandes tablas de clasificación.

## Facultades

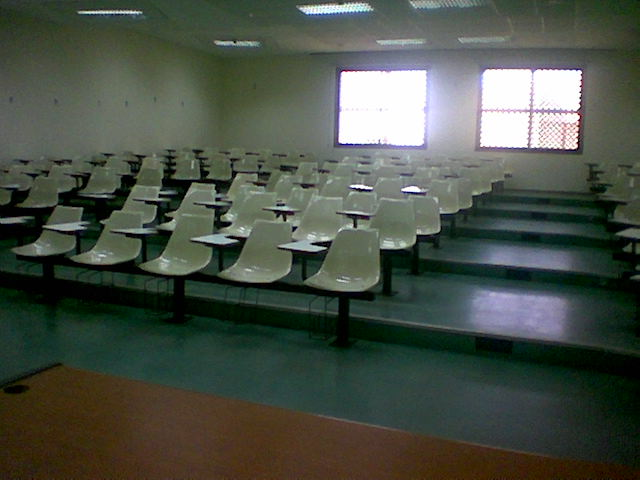
Aulas vacías

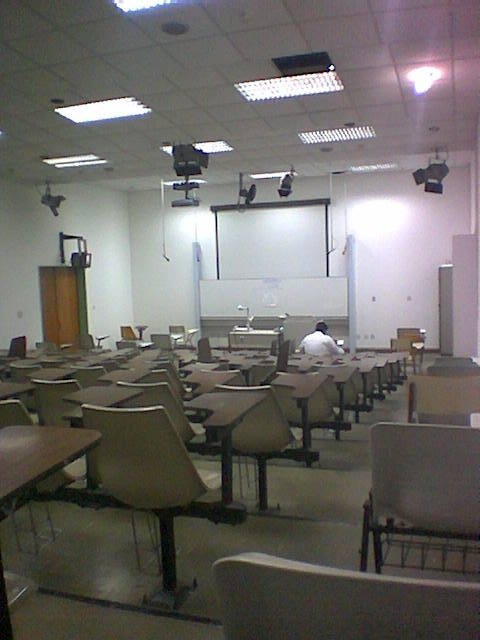
Aula con cámaras de TV, para la enseñanza a distancia

### Facultad de Ingeniería
- Ingeniería Eléctrica
- Ingeniería Biomédica
- Ingeniería Nuclear
- Ingeniería Aeronáutica
- Ingeniería Química
- Ingeniería de Materiales
- Ingeniería Civil
- Ingeniería Informática
- Ingeniería Industrial
- Ingeniería de Minas
- Ingeniería de producción y diseño de sistemas mecánicos
- Ingeniería térmica y tecnología de desalinización.

Estos programas están acreditados por la ABET como Programas Sustancialmente Equivalentes desde 2003.

### Facultad de Economía y Administración
La Facultad de Economía y Administración fue el primer colegio que se estableció en la Universidad Rey Abdulaziz, y hasta el día de hoy se llama "La Base de la Universidad del Fundador", en referencia al fundador del país.
- Departamento de Administración de Empresas
- Departamento de Finanzas
- Departamento de Marketing
- Departamento de Gestión de Recursos Humanos
- Departamento de Contabilidad
- Departamento de Sistemas de Información de Gestión
- Departamento de Ciencias Políticas
- Departamento de Administración en salud
- Departamento de Administración Pública
- Departamento de Economía
- Departamento de Derecho (desaparecido en 2012; separado en una nueva facultad)

En 2015, la FEA recibió su cuarta acreditación internacional, la AACSB, convirtiéndose en una de las principales escuelas de negocios de Oriente Medio y de todo el Mundo.

### Facultad de Derecho
La Facultad de Derecho se estableció en 2012 al separarse de la Facultad de Economía y Administración.
- Derecho Público
- Derecho Privado

### Otras facultades
- Facultad de Ciencias Médicas y Aplicadas
- Facultad de Medicina
- Facultad de Artes y Humanidades
- Facultad de Medios de Comunicación
- Facultad de Informática y Tecnología de la Información
- Facultad de Meteorología, Medio Ambiente y Agricultura de Tierras Áridas
- Facultad de Enfermería
- Facultad de Ciencias
- Facultad de Farmacia
- Facultad de Odontología
- Facultad de Ciencias de la Tierra
- Facultad de Diseño Ambiental
- Facultad de Economía Doméstica
- Facultad de Ciencias Marinas
- Facultad de Turismo
- Facultad de Estudios Marítimos